# Diocesi di Tuscania

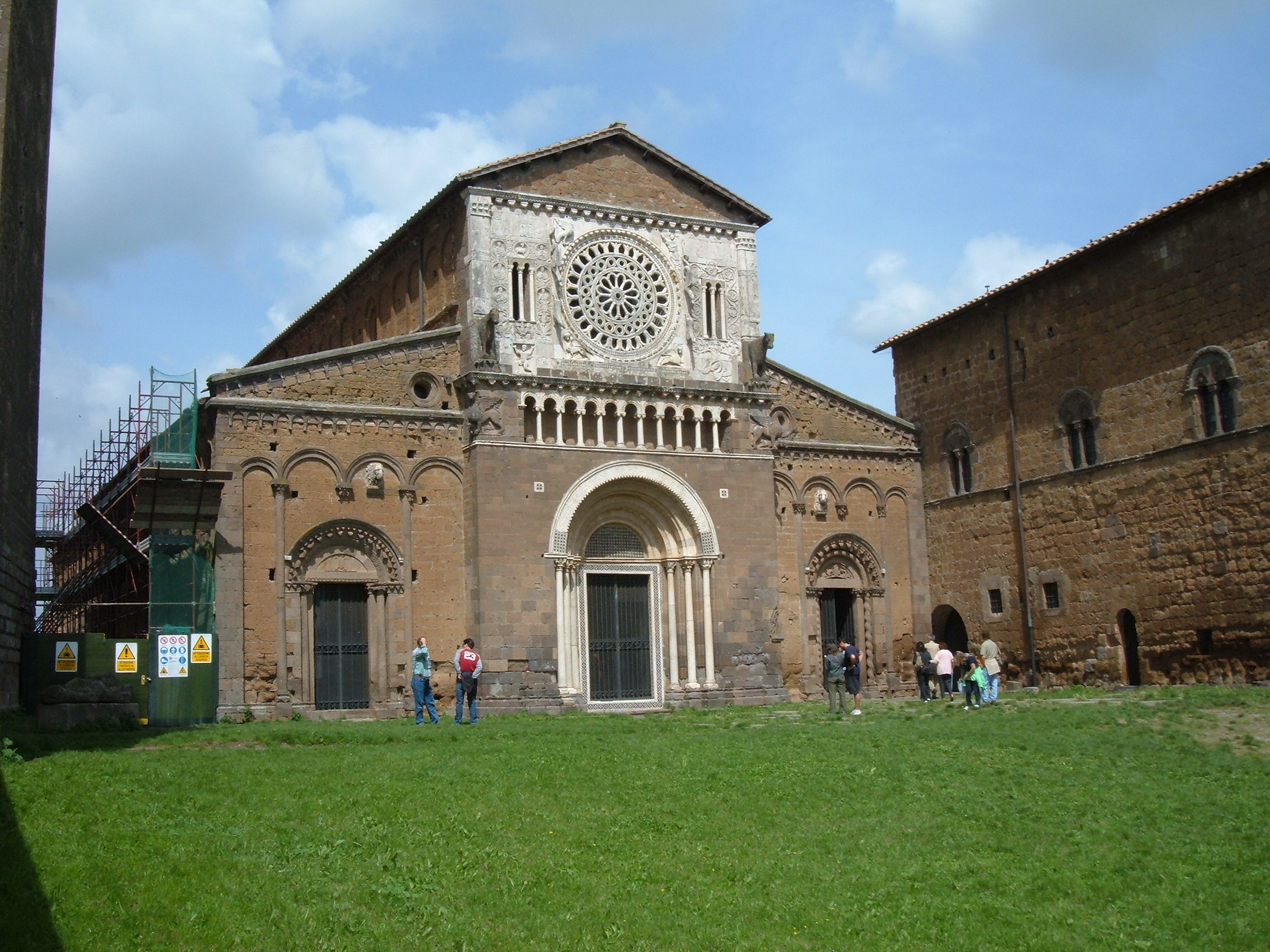
L'ex cattedrale di San Pietro a Tuscania.

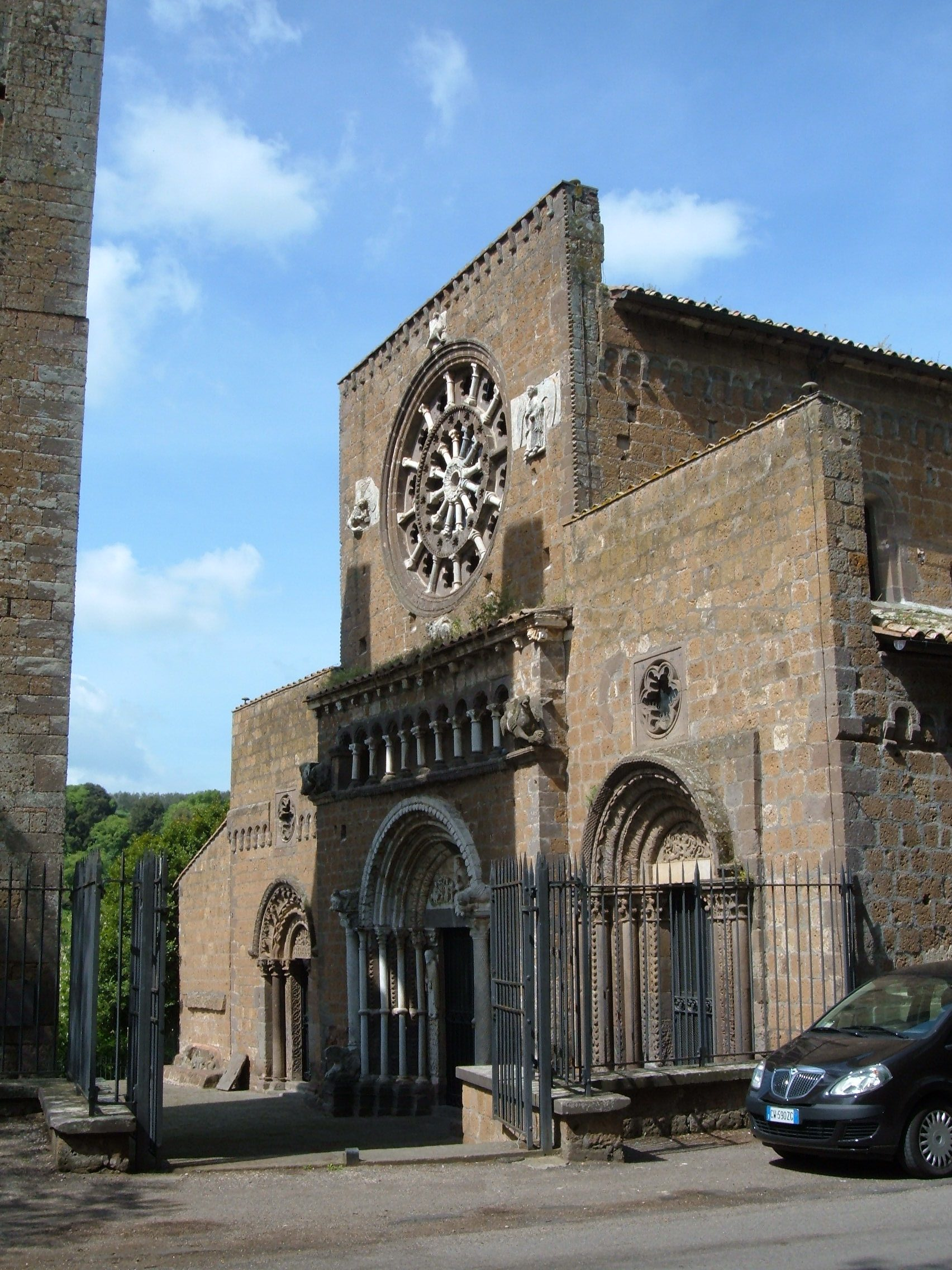
La chiesa di Santa Maria Maggiore di Tuscania, primitiva cattedrale diocesana.

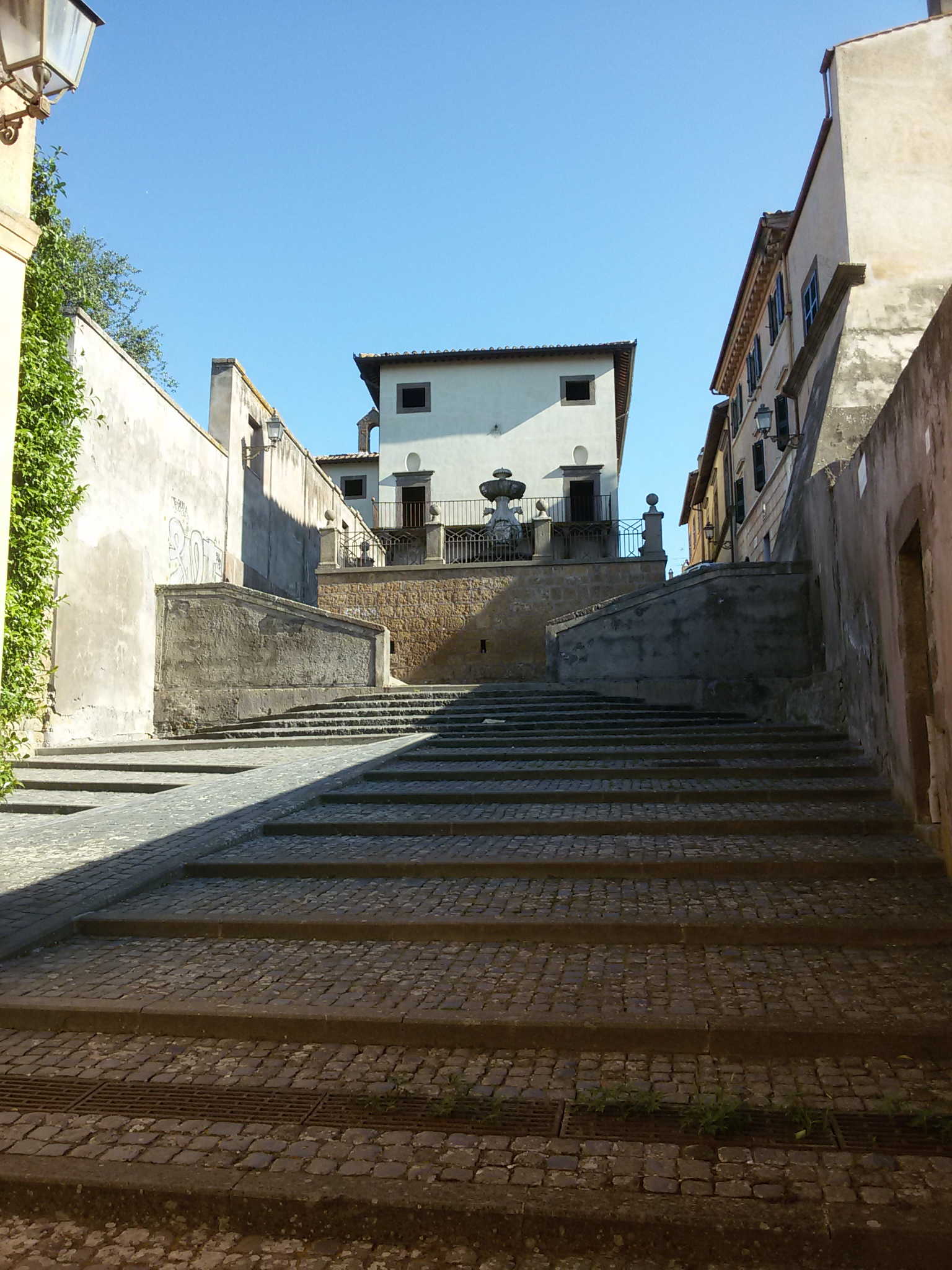
Scalinata di accesso al palazzo Donnini, antico palazzo vescovile di Tuscania.

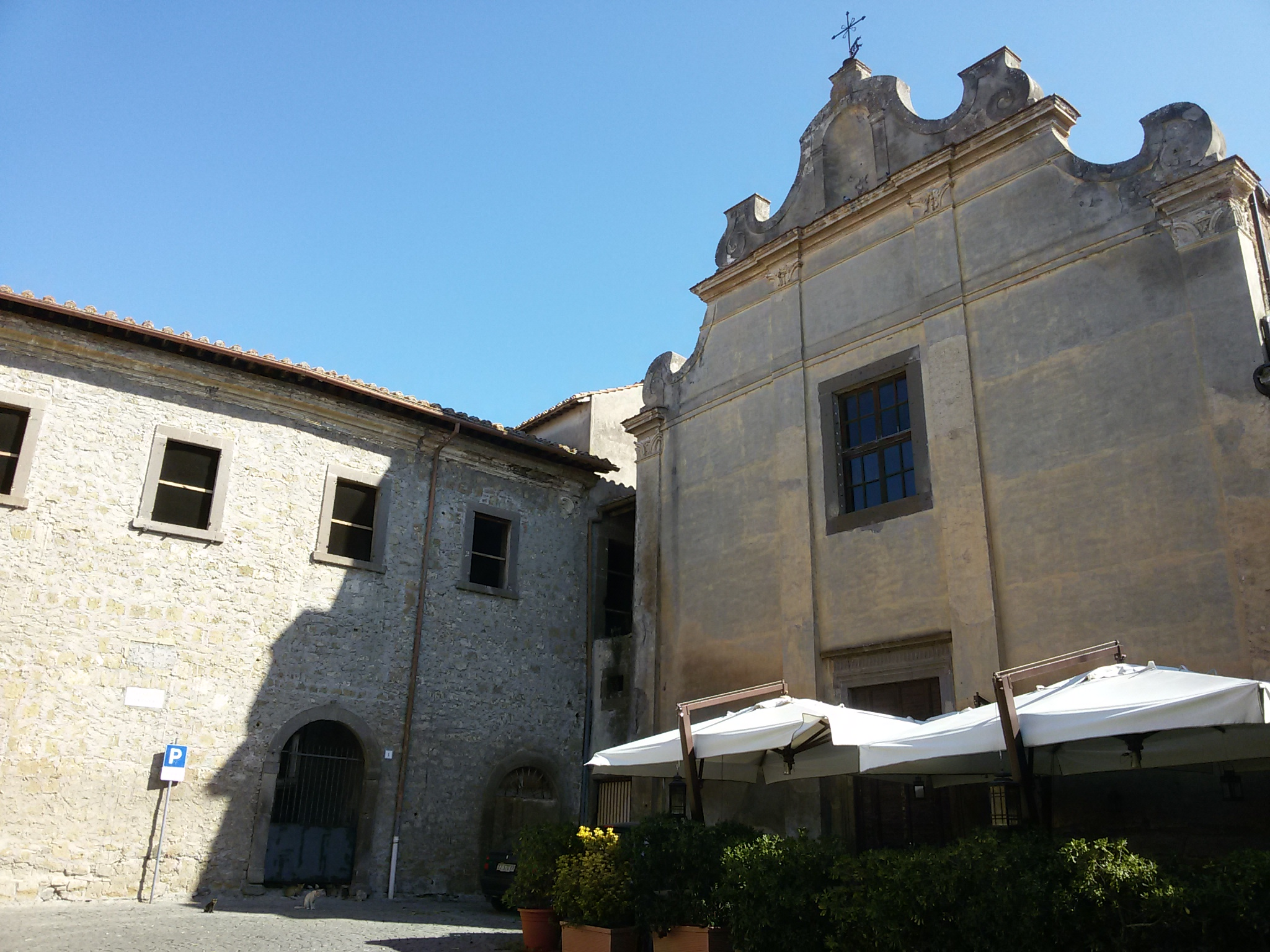
Chiesa di Sant'Agostino e vista parziale dell'antico seminario vescovile di Tuscania.

La diocesi di Tuscania (in latino Dioecesis Tuscanensis) è una sede soppressa e sede titolare della Chiesa cattolica.

## Territorio
La diocesi, al momento della soppressione, comprendeva i comuni di Tuscania, Barbarano Romano, Blera, Oriolo Romano, Vejano, Vetralla, Villa San Giovanni in Tuscia.
Sede vescovile era la città di Tuscania, dove fungeva da cattedrale la chiesa di San Giacomo, oggi concattedrale della diocesi di Viterbo.
Patroni della diocesi erano i santi martiri Secondiano, Veriano e Marcelliano.

## Storia
La diocesi di Tuscania o Toscanella è attestata a partire dalla fine del VI secolo. «Probabilmente la sede vescovile venne trasferita da Tarquinia dopo la guerra greco-gotica e prima dell'invasione dei longobardi, avvenuta nel 571».
Primo vescovo conosciuto è Virbono, menzionato nel sinodo romano del 595 indetto da papa Gregorio I e dove furono emessi decreti circa l'organizzazione e la vita interna della Chiesa romana. La maggior parte dei vescovi successivi è nota per la partecipazione ai sinodi indetti a Roma dai papi o per la sottoscrizione a qualche diploma regio o a bolle pontificie.
Nel 767 è noto un vescovo, Leone, chiamato episcopus civitatis Castri Viterbii in una pergamena dell'abbazia di Farfa: è l'unico vescovo del primo millennio conosciuto con questo appellativo, mentre tutti gli altri sono noti come vescovi di Tuscia, di Tuscania o di San Pietro di Tuscania. Secondo Cappelletti quell'appellativo è dovuto al fatto che per un certo periodo i vescovi di Tuscania posero la loro sede a Viterbo «a cagione del deperimento di Toscanella»; per Signorelli invece Leone fu un antivescovo eletto dall'antipapa Costantino II (767-768), che pose la sua sede a Viterbo, essendogli impedita la presa di possesso di Tuscania.
Al vescovo Virbono II nell'850 papa Leone IV confermava la giurisdizione sulle chiese e i possedimenti della sua diocesi, con la bolla Convenit apostolico. Questo documento è importante perché non solo descrive i paesi e le pievi dipendenti dal vescovo (tra cui Montalto, Tarquinia e Viterbo), ma espone dettagliatamente anche i confini della diocesi, compresa tra le foci del Mignone e del Fiora e i laghi di Vico e di Bolsena (compresa l'isola Martana).
Figura di rilievo fra i vescovi tuscanesi è stato Giovanni II, che fu scelto da papa Giovanni VIII come suo delegato nei concili di Pavia e di Ponthion nell'876. «Il 21 giugno 876, inaugurandosi il concilio di Pontigon [=Ponthion], il vescovo Giovanni sedeva a destra del nuovo imperatore Carlo il Calvo, vestito sfarzosamente all'usanza greca, e dopo aver presentato la missiva pontificia ed aver pronunciato il discorso di rito, gli presentava i doni inviatigli dal Papa, lo scettro e il bastone d'oro, mentre all'imperatrice Richilde offriva il manto e uno smaniglio con gemme.»
Dopo Giovanni III, che sottoscrisse nell'896 la condanna di papa Formoso orchestrata da papa Stefano VI, non sono più noti vescovi di Tuscania fino al 1027; Signorelli ipotizza che in questo periodo la sede di Tuscania sia stata vacante ed affidata ai vescovi delle diocesi vicine.
Sul finire dell'XI secolo le diocesi di Blera e di Centocelle furono soppresse ed unite a quella di Tuscania. Questo avvenne prima del 1093, anno in cui è datata un'iscrizione della chiesa di San Pietro di Tuscania, dove è menzionato il vescovo Riccardo praesul Tuscanus, Centumcellicus atque Bledanus. Con queste annessioni, il territorio della diocesi si estese a sud del fiume Mignone, comprendendo un territorio delimitato dalla via Cassia e dai possedimenti dei vescovi di Sutri.
Nel 1140 il vescovo Niccolò è nominato per la prima volta episcopus Sancti Petri de Tuscana, in riferimento alla cattedrale della diocesi, la chiesa di san Pietro, edificata a partire dalla fine dell'XI secolo. In precedenza si ritiene che la primitiva cattedrale sia stata la chiesa di Santa Maria Maggiore, documentata per la prima volta nella bolla di papa Leone IV della metà del IX secolo.
Nei pressi di Tuscania venne fondata nel 1146 l'abbazia di San Giusto, figlia dell'abbazia cistercense di Fontevivo, presso Parma. Essa rimase attiva fino alla seconda metà del XV secolo, quando fu abbandonata e cadde in rovina.
A partire dal XII secolo crebbe l'importanza economica e politica di Viterbo, da sempre parte della diocesi di Tuscania, ma già da tempo capoluogo di un distretto civile (il comitatus Viterbiensis); nel 1116 accolse per un breve periodo papa Pasquale II; nel 1118 l'imperatore Enrico V dichiarò Viterbo "città libera" e confermò tutte le istituzioni comunali; nel 1145 papa Eugenio III, in fuga da Roma, trovò rifugio a Viterbo, dove rimase per otto mesi; stessa scelta fu operata in più occasioni da papa Adriano IV (1154-1159); la città si trovò spesso al centro delle lotte tra papato e impero nel corso della seconda metà del XII secolo. «La prevalenza della città nella regione era assoluta ed elevarla a sede vescovile non solo era divenuto opportuno, ma necessario».
La cattedrale vescovile di Viterbo fu istituita da papa Celestino III nel 1192, in una data compresa fra il 3 agosto ed il 4 ottobre. La bolla di Celestino III non esiste più, mentre è conservata quella di papa Innocenzo III, che con la Ex privilegio del 1208. confermò le decisioni del suo predecessore. «La bolla parla di unione speciale (specialiter unita), perché il Papa non aggregò due distinte diocesi mediante una unione ordinaria, come poteva normalmente accadere per due diocesi, aventi ciascuna un proprio territorio diocesano: si trattò, invece, di una unione straordinaria, speciale, nel senso che un centro abitato, una civitas, priva di uno specifico territorio diocesano, veniva improvvisamente investita del titolo di diocesi ed equiparata, con tale titolo, a Tuscania, che era la sede vescovile da diverse centinaia di anni.»
Primo vescovo delle sedi unite fu Giovanni VI, dal 1189 cardinale del titolo di San Clemente, che portò il doppio appellativo di episcopus Viterbiensis et Tuscanensis. Le due sedi rimasero unite fino al 1986, cioè per quasi ottocento anni. Tuttavia il clero e il capitolo di Tuscania sollevarono periodicamente difficoltà ad accettare l'unione con Viterbo. Nel 1294 papa Celestino V dovette confermare nuovamente le decisioni prese dai suoi predecessori. In seguito fu deciso che per gli atti vescovili redatti a Tuscania, il titolo fosse episcopus Tuscanensis et Viterbiensis, mentre per gli atti redatti a Viterbo episcopus Viterbiensis et Tuscanensis. La querelle fu riaccesa nel XVII secolo; la Rota Romana nel 1614 «stabilì che cathedras Tuscanenses et Viterbienses esse aeque principaliter unitas», ossia che le cattedre di Tuscania e di Viterbo erano unite aeque principaliter.
Dal punto di vista territoriale, la diocesi rimase invariata fino al XIV secolo. Nel 1369 cedette i territori a nord di Tuscania e attorno al lago di Bolsena per la fondazione della diocesi di Montefiascone. Un'ulteriore porzione di territorio fu ceduta nel 1435 per il ristabilimento dell'antica sede di Tarquinia (con il nome di Corneto), cui spettarono anche gli abitati di Monte Romano e di Montalto di Castro. Infine, nel 1825 Tuscania perse il territorio di Civitavecchia per la ricostituzione dell'antica sede di Centocelle.
Nel 1572 il vescovo Giovanni Francesco Gambara trasferì la sede della cattedrale di Tuscania dalla chiesa di San Pietro a quella di San Giacomo, all'interno delle mura cittadine. Nel XVII secolo Alfonso Donnini, collezionista d'arte e segretario capitolino a Roma, lasciò il proprio palazzo in Tuscania come residenza dei vescovi nella città; ne prese possesso per la prima volta nel 1654 il vescovo e cardinale Francesco Maria Brancaccio.
All'inizio dell'Ottocento, grazie all'interessamento del vicario generale Francesco Antonio Turriozzi, sostenuto dal vescovo Antonio Gabriele Severoli, fu istituito il seminario di Tuscania, eretto con bolla di papa Pio VII il 12 agosto 1815, e aperto ufficialmente l'anno successivo nei locali dell'ex convento dei Padri Eremitani di Sant'Agostino. Il seminario, dotato di una cospicua biblioteca, rimase attivo fino al 1928.
La diocesi di Tuscania è stata soppressa il 27 marzo 1986 con la bolla Qui non sine di papa Giovanni Paolo II ed il suo territorio incorporato in quello della diocesi di Viterbo. Contestualmente, l'antica cattedrale di San Giacomo ha assunto il titolo di concattedrale della diocesi viterbese.
Dal 16 febbraio 1991 Tuscania è annoverata tra le sedi vescovili titolari della Chiesa cattolica; dal 4 settembre 2010 l'arcivescovo, titolo personale, titolare è Giorgio Lingua, nunzio apostolico in Croazia.

## Cronotassi dei vescovi
- Virbono I † (menzionato nel 595)[19]
- Mauro † (menzionato nel 649)
- Vitaliano † (menzionato nel 680)[20]
  - Leone † (menzionato nel 767) (antivescovo)[21]
- Aurinando (Aurianus - Oriano) † (menzionato nel 769)
- Godemundo † (menzionato nell'826)[22]
- Virbono II † (menzionato nell'850)[23]
- Giovanni I † (prima dell'853 - dopo l'861)
- Pietro † (menzionato nell'863)[24]
- Gualberto † (menzionato nell'875)[24]
- Giovanni II † (menzionato nell'876)[24]
- Giovanni III † (prima nell'896 - dopo il 901)[25]
- Umberto † (menzionato nel 998/999)[26]
- B.[27]? † (menzionato nel 1015)[28]
- Giovanni IV † (menzionato nel 1027)
- Bonizone I † (1037 - dopo il 1044)
- Giovanni V † (? - 22 aprile 1049 confermato[29] vescovo di Porto)
- Benedetto † (prima di aprile 1048 - dopo aprile 1049)[29][30]
- Bonizone II † (menzionato nel 1050)[29][30]
- Anonimo † (menzionato nel 1051)[29]
- Gisilberto † (prima del 1059 - dopo il 1080)[30][31]
- Riccardo † (prima del 1086 - dopo il 1101/1102)[30]
- Guido † (prima del 1111 circa - dopo il 1112)[30]
- Pietro † (menzionato nel 1126)[30]
- Niccolò † (menzionato nel 1140)[32]
- Ludovico † (menzionato nel 1142)[32]
- Rodolfo † (menzionato nel 1143)[32]
- Gensone † (menzionato nel 1160)[33]
- Cencio † (menzionato nel 1179)[33]
- Gottifredo (Goffredo) Tignosi ? †[34]
- Giovanni VI † (prima del 1188 - agosto/ottobre 1192 nominato vescovo di Viterbo e Tuscania)
  - Sede unita a Viterbo (1192-1986)

## Cronotassi dei vescovi titolari
- Andrea Cordero Lanza di Montezemolo † (13 aprile 1991 - 24 marzo 2006 nominato cardinale diacono di Santa Maria in Portico Campitelli)
- Aníbal Nieto Guerra, O.C.D. (10 giugno 2006 - 4 novembre 2009 nominato vescovo di San Jacinto de Yaguachi)
- Giorgio Lingua, dal 4 settembre 2010